# Poiretia crenata
Poiretia crenata är en ärtväxtart som beskrevs av C.Mueller. Poiretia crenata ingår i släktet Poiretia och familjen ärtväxter. Inga underarter finns listade i Catalogue of Life.